# Државни непријатељи (филм из 2009)
Државни непријатељи (енгл. Public Enemies) је биографска криминалистичка драма из 2009. године, у режији Мајкла Мена, који је заједно са Ронаном Бенетом и Ен Бидерман написао сценарио. Главне улоге тумаче Џони Деп и Кристијан Бејл.
Џон Дилинџер, Бејби Фејс Нелсон и Прити Бој Флојд су гангстери који су терорисали градове. Федерални агенти дају све од себе да их ухвате.

## Радња
1933. године Џон Дилинџер се инфилтрира у затвор у држави Индијана и помаже својим партнерима да побегну. Током потоње пуцњаве, стражари су пуцали у њих и убили његовог ментора, Волтера Дитриха. Дилинџер и друштво крећу на оближњу фарму, где се пресвлаче и једу пре него што одлазе у сигурну кућу на источној страни Чикага.
Након убиства Чарлса „Прити Бој“ Флојда, Џеј Едгар Хувер је именовао агента ФБИ Мелвина Первиса да води потеру за Дилинџером. Первис дели веровање свог надређеног у коришћење савремених техника борбе против криминала, од каталогизације отисака прстију до прислушкивања.
Између пљачки банака, Дилинџер упознаје Евелин „Били“ Фрешет, гардероберку, након што ју је импресионирао куповином бунде. Њена осећања трају и након што јој починитељ открије свој идентитет.
Первис одлучује да задржи Дилинџера у хотелу, али заседа не успева и агента ФБИ убија „Бејби Фејс“ Нелсон, који је побегао са Томијем Керолом. Первис тражи од Хувера да му пошаље искусне агенте из јужних држава да се боре против окорелих убица, а међу онима који су стигли да помогну је и обавештајац Чарлс Винстед.
Након пожара у „Конгресном хотелу“ у Тусону у Аризони, Дилинџер и његова банда су приведени, након чега је изручен Индијани и смештен у затвор округа Лејк у Краун Поинту. Дилинџер и његови сустанари користе лажни пиштољ да организују бекство, али он не може да се састане са Евелин због полицијског надзора. Чикашки синдикат на челу са Френком Нитијем изненада престаје да подржава Дилинџера и његове сараднике, током личног састанка се испоставља да су пљачке банака много мање профитабилне од кладионичарства, а злочини које су починили разбојници подстичу ФБИ да прогони криминалце широм земље, што прети пословању које надзире Нити. Дилинџер је, заједно са Хамилтоном, принуђен да тражи новац на другом месту.
Керол убеђује Дилинџера да се удружи са Нелсоном и украде 800.000 долара из банке у Сијукс Фолсу у Јужној Дакоти. Током бекства, Дилинџер и Керол су повређени, а овај други мора да буде остављен. Група се налази у „Литл Бохимија Лоџ“, у Манитовиш Вотерсу, у Висконсину, са приходом од 46.000 долара који је знатно испод очекивања. Дилинџер се нада да ће остатак своје банде ослободити из затвора, али га Хамилтон убеђује да је такав исход мало вероватан.
Пурвис и његови људи ухапсе Керола и муче га због тога где се банда налази. Пошто је добио потребне информације, ФБИ организује заседу. Агенти Винстед и Херт јуре Дилинџера и Хамилтона у шуму, током пуцњаве Хамилтон је смртно рањен. Нелсон, Ед Шаус и Ван Метер краду возило ФБИ, убивши притом Пурвисовог партнера Картера Баума. Након потјере аутомобилима, Первис и његови људи убијају Нелсона и остатак банде. Хамилтон умире предлажући Дилинџеру да Фрешет буде ослобођена.
Дилинџер упознаје Фрешет и говори јој о плану да почини још једну пљачку, након чега ће побећи заједно са потребном количином новца. Када је Дилинџер остави у кафани коју сматра безбедном, она бива ухапшена и тешко претучена јер је одбила да открије где се криминалац налази. На крају Пурвис зауставља девојчино брутално испитивање. Дилинџер пристаје да учествује у пљачки воза са Алвином Карписом и Баркеровом бандом, намеравајући да побегне из земље следећег дана. Он добија поруку од Фрешет преко њеног адвоката Луја Пикеа у којој га тражи да је не пушта из затвора јер ће бити пуштена за две године.
Пурвис, под претњом депортације, тражи подршку познанице гангстера Ане Сејџ. Заједно са Дилинџером одлазе да погледају филм „Мелодрама са Менхетна“, а по изласку из биоскопа сачекају их Первис и агенти ФБИ. Дилинџер примећује полицијску јединицу, али бива убијен пре него што је успео да нанишани. Винстед клечи пред умирућим Дилинџером, покушавајући да послуша његове последње речи. Первис одлази да се јави Хуверу, док пролазници почињу да се окупљају око леша.
Винстед се у затвору састаје са Евелин, која већ зна за смрт свог љубавника. Винстед јој каже да је Дилинџер пре него што је умро рекао: „Реци 'Збогом Косу' за мене мојој Били“. Након што Винстед оде, Фрешет почиње да плаче.